# 振动
振动（英語：Vibration），指一个物体相对于静止参照物或处于平衡状态的物体的往复运动。一般来说振动的基础是一个系统在两个能量形式间的能量转换，振动可以是周期性的（如单摆）或随机性的（如轮胎在碎石路上的运动）。

## 简谐振动
简谐振动又称谐振，应作为一种重要的特殊情况来讨论：
右图所示为无阻尼的简谐振动（参见简谐运动），与位移{\displaystyle y(t)}，振幅{\displaystyle y_{0}}和周期{\displaystyle T}相关。
某一时刻{\displaystyle t}的位移{\displaystyle y(t)}达到最大值{\displaystyle y_{0}}。周期是一次振动的时间，也就是系统在振动中两次相同状态的间隔。周期T的倒数是频率f,即：{\displaystyle f={1 \over T}\quad }.

频率的另一个表达符号为{\displaystyle \nu }（读音："nü"），计量单位为“赫兹”（簡寫：Hz）。
当回复力与振幅成正比，此振动称为简谐振动（注意：单摆只是近似的简谐振动）。
这里借助一个线性系统，由于回复力随振幅变化：振幅扩大两倍回复力也随之扩大两倍。
一个这样的振动描述为：
{\displaystyle y(t)=y_{0}\cdot \sin(2\pi ft+\varphi _{0})\,}
其中
{\displaystyle y_{0}}  = 振幅
{\displaystyle \varphi _{0}}  = 振动的初相位
由
{\displaystyle \varphi (t)=2\pi ft+\varphi _{0}\,}
描述出相位，f或{\displaystyle \nu }为振动的频率。
{\displaystyle 2\pi }倍的频率，{\displaystyle \omega =2\pi \cdot f},  为振动的角频率。
通过角频率简写为：
{\displaystyle y(t)=y_{0}\cdot \sin(\omega \,t+\varphi _{0})\,}
对时间求导得到：
{\displaystyle v(t)=\omega \cdot y_{0}\cdot \cos(\omega \,t+\varphi _{0})\,}
其中
{\displaystyle v(t)} = 振子的速度。
再次求导：
{\displaystyle a(t)=-\omega ^{2}\cdot y_{0}\cdot \sin(\omega \,t+\varphi _{0})\,}
其中
{\displaystyle a(t)} = 振子的加速度。
简谐振动的特点是：
1. 有一个平衡位置（动能耗尽之后，振子应该静止的唯一位置）。
2. 有一个大小和方向都作周期性变化的回复力的作用。
3. 频率单一、振幅不变。

振动可分為：
- 阻尼和无阻尼振动,
- 自由、受迫、自发和诱发振动,
- 线性和非线性振动,
- 单自由度的、有限多个自由度的、无限多个自由度的振动。

所有这些属性可以平行出现。

## 阻尼振动
真实情况中物理系统总是阻尼的，因为系统总是通过诸如摩擦等原因向外界放出能量。放任一个这样的系统自己运动（自由振动），最终会达到“静止状态”，这是热力学第二定律所描述的，永动机不存在(参见能量守恒）。
设一个自由阻尼振动在某一瞬时平衡，得到下面的总运动方程：
{\displaystyle {\mathit {m}}{\ddot {x}}+{\mathit {R}}{\dot {x}}+{\mathit {D}}x=0\,}
m: 质量

R: 阻尼系数（不同于摩擦系数）

D: 倔强系数（劲度系数）
对于扭转振动{\displaystyle m}替换为{\displaystyle J}（转动惯量），{\displaystyle x}替换为{\displaystyle \varphi }（偏转角）。
设{\displaystyle {\frac {\mathit {R}}{2{\mathit {m}}}}=\delta }，即得到以下振动函数：
{\displaystyle x(t)=2x_{0}\,e^{-\delta t}\sin(\omega \,t+\varphi _{0})\,}
这个有两个实数解的函数可分为两个子函数，在下面可以详细阐述。
如果阻尼系数为零，则振幅永远不会减小。振动会以相同的摆幅永久持续。这里同样可以看出，阻尼系数不可过大，否则不会发生实际意义上的振动（摆动），而是系统在原地“蠕动”。两种情况之间的界限造成了频率临界点。
衰减期{\displaystyle \mathbf {\tau } }为振幅不断降低到{\displaystyle \mathbf {e} }分之一（{\displaystyle \approx {0{,}368}}）的时间。如振幅函数方程所示，{\displaystyle \tau }等于函数指数的倒数。
衰减期表示为：
{\displaystyle \tau ={\frac {2{\mathit {m}}}{\mathit {R}}}}
阻尼振动也经常以包含衰减期的形式表达。即：
{\displaystyle x(t)=2x_{0}\,e^{-{\frac {t}{\tau }}}\sin(\omega \,t+\varphi _{0})\,}
{\displaystyle \mathbf {\tau } }也同样用于表示松弛时间（或阻尼时间）。表示系统能量（不是振幅）衰减到{\displaystyle \mathbf {e} }分之一（{\displaystyle \approx {0{,}368}}）的时间。
因此能量与振幅的平方成比例，相应的半衰减期的松弛时间：
松弛时间{\displaystyle \tau ={\frac {\mathit {m}}{\mathit {R}}}\,}
总解的非阻尼部分可以写作：
{\displaystyle \,e^{i\omega t}\,},
因子
{\displaystyle \omega ={\sqrt {{\frac {\mathit {D}}{\mathit {m}}}-{\frac {R^{2}}{4{\mathit {m}}^{2}}}}}}
在指数中称为角频率。对于一个非阻尼振动（技术上不可能实现）的阻尼系数{\displaystyle {\mathit {R}}=0}只对自角频率{\displaystyle \mathbf {\omega _{0}} }有意义：
{\displaystyle \mathbf {\omega _{0}} ={\sqrt {\frac {\mathit {D}}{\mathit {m}}}}\,}.

## 自由或受迫振动
做振动的系统在外力的作用下物体离开平衡位置以后就能自行按其固有频率振动，而不再需要外力的作用，这种不在外力的作用下的振动称为自由振动．理想情况下的自由振动叫无阻尼自由振动．自由振动时的周期叫固有周期，自由振动时的频率叫固有频率．它们由振动系统自身条件所决定，与振幅无关．
振子受到周期性变化的外力持续作用而进行振动称为受迫振动。实际意义上是指所有通过周期性刺激的正弦状简谐振动。这个对振动进行周期性刺激的频率称作刺激频率，而該外力稱作策動力。另外也有多频率的刺激。刺激也通过随机过程随机振动被研究。
在规律刺激下一个系统同时产生两种振动：
- 自由振动（一个或多个固有频率），大小定义自初态条件并在单位振动时间内发生阻尼
- 狭义上的带有常数振幅的刺激频率的受迫振动。刺激频率（或多个中的一个）与固有频率（或多个中的一个）的关系及振动系统的阻尼可以通过放大函数定量。

在工程力学中距离刺激，力刺激，不平衡刺激都是重要因子。
振幅在共振的条件下达到最大值。在无阻尼和刺激频率与固有频率相等时，振幅为无限大。阻尼增大，共振振幅减小。

## 自激振动
通过自身振动产生的能量满足振动所需的能量的振动成为自激振动，称作振荡器。在微分方程中这种现象的阻尼为负数。这方面的一个典型的例子就是小提琴的琴弦。这是由于琴弓琴弦间的静摩擦等于动摩擦，并且动摩擦在差速增大的同时不断减小。另外一个例子是摩擦玻璃杯的边缘会发出声响。
自激振动在实际中是由振幅界定的，另外一种情况，当无止境给与刺激时，振幅也是无限的，系统将被破坏。

## 参数振动
当一个振动系统的参数（阻尼数，倔强系数）周期变化的时候，称作参数振动。因此在蒸汽机车中可以通过周期性的参数变化驱动系统持续运动。

## 线性与非线性振动
在描述振动系统的微分方程中，振动的单位和时间微分之间所有的关系为线性的，称为线性振动。反之称为非线性振动。非线性自由振动和周期刺激的非线性强迫振动不再是正弦状，而是高次谐波状。在实际意义上，强迫振动的共鸣关系是变化的，自激振动的振幅是受限的。

## 单自由度和有限多个自由度的振动
可以用一个振动单位完全描述的振动称为单自由度振动。例如平面的单摆。让单摆做空间运动，则是双自由度振动。当一个工程振动系统有多个振子而必须为描述每一个振子而建立一个坐标系统的话，即称作多自由度振动。如一个曲柄轴的扭曲振动或在地震中多塔楼建筑的水平振动。
"n"自由度振动可以通过"n"个二阶微分方程描述。按照振动单位，与其一阶或/和二阶导数相关。线性振动系统可以通过所谓主坐标借助一个坐标变形与此坐标的微分方程及其二阶导数相耦合。多数情况下把一阶导数的影响作为不相关来考虑，也不是严重的错误。不相关微分方程可以确定系统的固有频率。
解微分方程后可以通过反向变换得到原坐标系的时间关系。
非线性振动系统中封闭形式的不相关是不可能的。存在一个近似过程，使微分方程组的线性化末端有重根。

## 无限多个自由度的振动
真空振动有无限个自由度和无限个固有频率，实际应用中用来描述工程上的吊索、柱、層和拱。

## 举例
日常生活中典型的振动有石英钟钟摆的摆动，秋千的摆动等等很多。严格来说原子在晶体中的平衡振动，四季变化，地球自转，心跳和风中抖动的叶子都是振动。这里广义上指所有随时间改变狀態的过程。
一个单摆始于破坏平衡的能（如推动钟摆即给其势能），使其具有初始速度（动能）。
此处的回复力即为将钟摆向下拉的重力。在理想的无摩擦条件下钟摆可以回复到原来初始的平衡位置，这时势能完全转化为动能，其势能在平衡时达到最小值。
单摆的振幅很小，可以近似看作谐振。